# Balaruc-les-Bains
Balaruc-les-Bains é uma comuna francesa na região administrativa de Occitânia, no departamento de Hérault. Estende-se por uma área de 8,66 km². Em 2010 a comuna tinha 6 957 habitantes (densidade: 803,3 hab./km²).